# カルトQ
『カルトQ』（カルトキュー）は、フジテレビ系列局で放送されたフジテレビ制作のクイズ番組である。制作局のフジテレビでは1991年10月22日から1993年3月28日まで放送された。

## 概要
既存のクイズ番組とは一線を画し、特定ジャンルに徹底的に特化するマニアックなクイズ番組として、1991年に登場。クイズ番組としては珍しく深夜に放送された。他にも『カノッサの屈辱』（1990年）など、個性的で独創的な番組を次々と送り出した事で知られる、1990年代前半のフジテレビの深夜番組黄金期（いわゆるJOCX-TV2）を代表する番組であり、1992年10月にはプライムタイム枠に昇格。本放送の終了後にはフジテレビ739（現・フジテレビONE）で再放送されていた。なお深夜番組時代はローカルセールス扱いのため関西テレビがネットせず、KBS京都やサンテレビが放送したほか、テレビ愛媛もネットワークセールス化後の1992年10月18日よりネット開始となった。また、ネットセールス化後は系列外の青森テレビ（TBS系）でも遅れネットで放送されていた。
番組のキャッチフレーズは深夜時代が「真夜中の狂信的（カルト）クイズ」（初期）「深夜のブレインパーティー」（中後期）、日曜時代が「日曜夜のブレインパーティー」。
第1回の「ブラックミュージック」を皮切りに、サブカルチャーを題材にしたテーマが多く採り上げられ、番組で扱われたテーマは50以上に上った（後述）。
- 放送期間：1991年10月22日 - 1993年3月28日
- 放送時間（日本時間、関東地区）：
  - （開始当初）毎週火曜 深夜1:10 - 1:40
  - （1992年4月13日より）毎週月曜 深夜0:40 - 1:10
  - （1992年10月18日より）毎週日曜 22:30 - 23:00
  - カルトQスペシャル1 1992年1月4日（土曜日）深夜0:45 - 2:15
  - カルトQスペシャル2 1992年3月30日（月曜日）深夜1:10 - 3:10
  - FNSの日平成教育テレビ｢朝錬｣ カルトQスペシャル[4] 1992年7月19日（日曜日）4:30 - 5:30
  - カルトQスペシャルIII 1992年9月28日（月曜日）深夜1:40 - 3:40[5]

## 出演

### 司会
レギュラー放送全回、特別編フジテレビの日スペシャルまで
- うじきつよし
- 中村江里子（当時フジテレビアナウンサー）

カルトQ2005～誇り～
- 伊藤利尋（フジテレビアナウンサー）
- 有村実樹

### 出題・ナレーション
レギュラー放送、2005年復刻版も含め全回
- 牧原俊幸（当時フジテレビアナウンサー）

## 流れ

### 予選
まず、テーマごとに出場者を募集し、予選を行う。予選問題は筆記テスト。（初級、中級、超カルト=上級）。予選を通過し、本選に進めるのは上位5名のみ。専門知識に偏ったクイズ番組であるため、オールラウンドさに長けているクイズマニア（あらゆるクイズ番組に出場を重ねている人たち）は本選進出者だけでもごく僅かだった。
予選問題の例 「ジャパニーズポップス」（難易度：超。正解率：22%）
（Q）ユニコーンのバンド名は何から取ったもの？ - （A）T・レックスのアルバムタイトル

### 本選
予選を通過した上位5名がスタジオの本選に挑み、カルトキング（女性ならカルトクイーン）を目指して戦う。出題される問題は全て早押しで、1問につき5人全員が不正解、または一定時間が経過するまで解答権がある。芸能人も特別扱いなどの例外は無く、一般参加者同様予選を通過しての出場となっている。
初級カルトクイズ
テーマ紹介直後に出題されるオープニング問題で、全5問。正解すると10点。5問出題後、予選問題の一部と予選平均点、出場者の紹介が入る。出場者は画面向かって右側の解答者から紹介される。
中級カルトクイズ
難易度が上がるが、ルールは初級と同じ。正解すると10点。
映像、イントロカルトクイズ
各回、それぞれのテーマにちなんだ映像や音声による問題を出題する。それぞれ、映像や曲名を当てる。正解すると10点。
各テーマごとに特別なカルト問題を出題する場合もある。例えば「ラーメン」での「スープカルトクイズ」（スープを一口飲んでどの店のものかを当てる）、「プロレス」での「フィニッシュの技と勝者を全て当てる」、Macintoshでの「実演カルトクイズ」（指定された画面を表示させる）、「競馬」での「杉本カルトクイズ」（杉本清が実況したレースのゴール時の杉本の実況を解答する）、「競馬②」での「血統カルトクイズ」（指定された競走馬の父・母・母の父を解答する）などがある。数秒の映像が流れただけで出題されるであろう問題まで推測して正解した解答者もいる。
超カルトクイズ
特に難しい問題。正解すると20点。SEが鳴ると最終問題。得点の多い解答者がカルトキング（クイーン）、同点の場合は決勝問題を出題し、正解した解答者がカルトキング（クイーン）となる。
平成5年8月8日放送の特別編では最終問題のみ30点となっていた。
不正解はその問題の解答権を失うだけで減点は無いが、本当に分からない問題に解答者は当てずっぽうで答える事は殆ど無く、無闇にボタンを押さない事が多かった。また、カルトな問題が出た反面、正誤判定は非常に甘く、通称や略称・一部の言葉が違う解答など正式名称でない解答でも正解となることが多い。解答者が惜しい答えを言うと、司会のうじきの裁量で言い直しを認められることも多々あった（その際に少しの間が空き、うじきが「ん?」や「ん〜?」などと唸って具体的な解答を求めた）。中には4、5回答え直して正解にたどり着くケースや、うじきや中村が問題の続きを補足したり間違っている個所を指摘したりして解答の変更を求めるケースもあった。超カルトクイズでは長いセリフ・口上や複数ある解答を全て挙げる問題も多く、この場合は問題によっては本人がギブアップするまで言い直しが認められる、解答席に置いてあるメモに正解を書きながら解答する、言い回しが多少違っていても正解と認められたケースもある。
「カルトキング（クイーン）」になると、深夜時代はその回のテーマにちなんだ賞品と1992年3月30日放送分以降はトロフィーが、日曜プライム時代はトロフィーのみが贈られる。トロフィーは深夜時代がヤマト徽章制作のシンプルなガラス製の三角タイプ、日曜プライム時代はイングランド出身のポップアート作家であるマーク・ウィーガンのデザインによる通称「カルトロフィー」であった。また全国ネット昇格に伴い、新ルールとして250点以上獲得で「カルトゴッド」として「カルトな旅」が用意されていたが、実際に獲得した解答者はいなかった。

## テーマ
- 放送日は制作局・フジテレビのそれに準ずる。
- 歴代出場者・王者はほぼ全て一般人のため特記のない限り記載しない。

| テーマ                                     | 放送日         | 備考 |
| ------------------------------------------ | -------------- | --- |
| ブラックミュージック                       | 1991年10月22日 | |
| コンピューターゲーム                       | 1991年10月29日 | |
| スキー                                     | 1991年11月5日  | |
| B級映画                                    | 1991年11月12日 | |
| 渋谷                                       | 1991年11月19日 | |
| ポップアート                               | 1991年11月26日 | |
| ジャパニーズポップス                       | 1991年12月3日  | |
| ブランド                                   | 1991年12月10日 | 名言「基本です」 |
| 競馬                                       | 1991年12月17日 | 東北福祉大学の萩野寛雄教授が早稲田大学在学中に優勝。秋利美記雄が学習塾講師時代に秋利美紀雄名義で出場。 |
| スティーブン・スピルバーグ                 | 1992年1月4日   | スペシャル |
| ラーメン                                   | 1992年1月4日   | スペシャル |
| コミックス                                 | 1992年1月14日  | |
| F-1                                        | 1992年1月21日  | |
| 最近文学                                   | 1992年1月28日  | |
| サッカー                                   | 1992年2月4日   | |
| 化粧品                                     | 1992年2月11日  | |
| ジャパニーズポップスII                     | 1992年2月18日  | カステラのボーカル大木知之が出場 |
| スポ根漫画                                 | 1992年2月25日  | |
| Macintosh                                  | 1992年3月3日   | 当時、東京工業大学在学中の松尾真一郎が出場 |
| 東急ハンズ                                 | 1992年3月10日  | 「言った」「言わない」事件 |
| カレー                                     | 1992年3月17日  | |
| 総集編                                     | 1992年3月24日  | |
| 大相撲                                     | 1992年3月30日  | スペシャル |
| フォト・アート                             | 1992年3月30日  | スペシャル |
| デヴィッド・リンチ                         | 1992年4月13日  | 時間帯変更 月曜24:40枠 |
| 阪神タイガース                             | 1992年4月20日  | 「Macintosh」回の優勝者が2度目の本戦出場 |
| 少女マンガ                                 | 1992年4月27日  | |
| ビートルズ                                 | 1992年5月4日   | |
| W・S・バロウズ                             | 1992年5月11日  | |
| スニーカー                                 | 1992年5月18日  | |
| タカラヅカ（宝塚）                         | 1992年5月25日  | |
| サーフィン                                 | 1992年6月1日   | |
| ロック&ギター                              | 1992年6月8日   | |
| ファミリーレストラン                       | 1992年6月15日  | |
| 東横線                                     | 1992年6月22日  | |
| メディカル・ドラッグ                       | 1992年6月29日  | |
| 犬                                         | 1992年7月6日   | 当時、東京大学3年の田中健一が出場 |
| ホーキング                                 | 1992年7月13日  | 鈴木貴博が出場 |
| 平成教育委員会                             | 1992年7月19日  | FNSの日平成教育テレビ｢朝錬｣ カルトQスペシャル 平成教育委員会生徒の逸見政孝と岡本夏生が特別参加 |
| 東京ドライブ                               | 1992年7月20日  | |
| ルアーフィッシング                         | 1992年7月27日  | |
| ハーレー・ダビッドソン                     | 1992年8月3日   | |
| ケーキ                                     | 1992年8月10日  | |
| ヤクザ映画                                 | 1992年8月17日  | 杉作J太郎が出場 |
| アクアリウム                               | 1992年8月31日  | |
| NBA                                        | 1992年9月7日   | |
| サタデーナイト・ライブ・ファミリー         | 1992年9月14日  | |
| レイヴ                                     | 1992年9月21日  | |
| 総集編II                                   | 1992年9月28日  | スペシャルIII ゲスト:森田芳光 |
| 東京ディズニーランド                       | 1992年10月18日 | この回より日曜22:30枠 |
| コンピューターゲーム2                      | 1992年11月1日  | |
| パチンコ                                   | 1992年11月8日  | |
| 競馬2                                      | 1992年11月15日 | 当時、東京大学2年生で、東大ホースメンクラブに在籍していた柿沢未途が優勝。 |
| ユーミン                                   | 1992年11月22日 | |
| SF映画                                     | 1992年11月29日 | |
| デパート                                   | 1992年12月6日  | |
| ジャンクフード                             | 1992年12月13日 | |
| 寅さん                                     | 1992年12月20日 | 当時、早稲田大学4年の鳥山求が優勝 |
| Jリーグ                                    | 1992年12月27日 | 「サッカー」回の優勝者が二連覇 |
| ラーメン2                                  | 1993年1月10日  | |
| エルヴィス                                 | 1993年1月17日  | |
| 手塚治虫                                   | 1993年1月24日  | |
| スクーバ                                   | 1993年1月31日  | |
| サンダーバード・ファミリー                 | 1993年2月7日   | |
| ジャニーズ                                 | 1993年2月14日  | |
| 大相撲2                                    | 1993年2月21日  | 当時、現役力士であった貴闘力が予選に参加（結果は予選落ち） |
| 渋谷2                                      | 1993年2月28日  | |
| プロレス                                   | 1993年3月7日   | 南原清隆（ウッチャンナンチャン）が出場、当時早稲田大学在学中のプロレスライター・瑞佐富郎が優勝 他に南原の相方・内村光良や石橋貴明（とんねるず）、勝俣州和、神田利則、石原良純、不破万作、早坂好恵、浅草キッド（水道橋博士・玉袋筋太郎）の9名が予選に参加したがいずれも落ちている |
| YMO                                        | 1993年3月14日  | 砂原良徳（当時電気グルーヴ）が優勝 |
| ファッションブランド                       | 1993年3月21日  | |
| ホラー映画                                 | 1993年3月28日  | 最終回 |
| カルトQ特別編 フジテレビの日スペシャル     | 1993年8月8日   | 出演・渡辺正行、森口博子、CoCo、笑福亭笑瓶 |
| カルトQ2005～誇り～ （テーマ：北の国から） | 2005年10月17日 | 解答者・勝俣州和、増田英彦（ますだおかだ）、ビビる大木 |

## スタッフ
- 構成：大田一水
- ブレーン：飯島雅彦、デッツ松田 ほか
- 問題作成：マンダラハウス（全回）、フォーチュンスープ（深夜時代）[11]、SYOYA（日曜時代）[11]
- SW：毛利敏彦
- CAM：篠原栄二
- VE：吉田正美
- 音声：飯塚昭、首藤弘治
- VTR：吉本勝弘
- 照明：八木原伸治（東京テレビ照明 → FLT）
- 技術協力：八峯テレビ
- 美術：北林福夫
- 美術進行：林潤一、武田方征 → 菊地正人
- デザイン：石森慎司（フジテレビ）
- 電飾：井野岡利保
- 大道具 (途中から)：田中伸哉
- アクリル装飾 (途中から)：関雅史
- アートフレーム (途中から)：宮本幸二
- メイク (途中から)：梅沢文子
- タイトル：山形憲一
- 美術協力：フジアール
- 音効：長内勇治（佳夢音）
- 編集：石川弘一（ARTPLAZA1000）→ 村井毅（四谷ビデオスタジオ）
- MA：菱山和良（ARTPLAZA1000）→ 笹本光一（四谷ビデオスタジオ）
- スタイリスト：大路真路
- ディレクター：小島俊一（4/g）、黒河博之（4/g）、小杉雅博（フジテレビ）、頼誠司（4/g）
- プロデューサー：加藤友和（フジテレビ）／阿部恒久（4/g）、島田大輔（4/g）
- 制作協力：4/g（FOUR GRAM VISUAL DEPARTMENT）
- 制作著作：フジテレビ

### 備考
- 日曜プライム帯への時間移行後（番組末期）には「カルトQ問題作成委員会」の名称がつけられ、エンディングのスタッフロール冒頭に付記された。
- 本番組プロデューサーの加藤友和は、かつてのフジテレビの人気番組だった「なるほど!ザ・ワールド」の総合演出として活躍した。

## BGM
出題時
「Old step（旧ステップ）」高橋幸宏
- 高橋のプロデュースにより製作されたパリ・コレクションのサウンドトラック『La Pensée』に収録。全回に渡って使われた。

OP・ED
「カルトQのテーマ」東京バナナボーイズ
- 番組末期の日曜プライム帯のみ使用。オープニングではイントロ（1992年10月〜12月）、中間部分（1993年1月〜最終回）が使われた。エンディングでは当初インストゥルメンタルだったが、番組の末期でボーカル入りが流れるようになった。番組終了後の1993年12月に発売されたアルバム『King of Fruits』に収録。

## ゲームソフト
- クイズキャラバン カルトQ

本番組の最終回にうじきによりソフトの紹介と発売が告知され、放映終了から二ヶ月後の1993年5月28日にハドソンよりPCエンジン SUPER CD-ROM2で発売された。
ゲームモードは、本番組とほぼ同様の展開の｢ノーマルモード｣（1～5人用）、ボードゲーム形式の｢バトルモード｣（2～5人用）、すごろく形式の｢アドベンチャー｣（1人用）、全20問のクイズを何秒で解答出来るかに挑む｢タイムトライアル｣（1人用）の4種類のモードが用意されていた。当時のゲーム機のクイズゲームという性質上、出題される問題は全て4択問題の選択式である。
尚、パッケージには司会のうじきと中村の両名本人の顔写真がプリントされていたが、ゲーム中は似た顔のグラフィックと別人が充てたナレーションを収録という形となっていた。

## 関連書籍
- カルトQ問題作成委員会（編集）『カルトQ』
  - フジテレビ出版、1992年。ISBN 4594009905（ISBN 9784594009908）。
  - 「ジャパニーズ・ポップス」「ラーメン」「Macintosh」「競馬」「B級映画」「ブランド」の6テーマの問題を収録。